# Pat Murphy (Autorin)

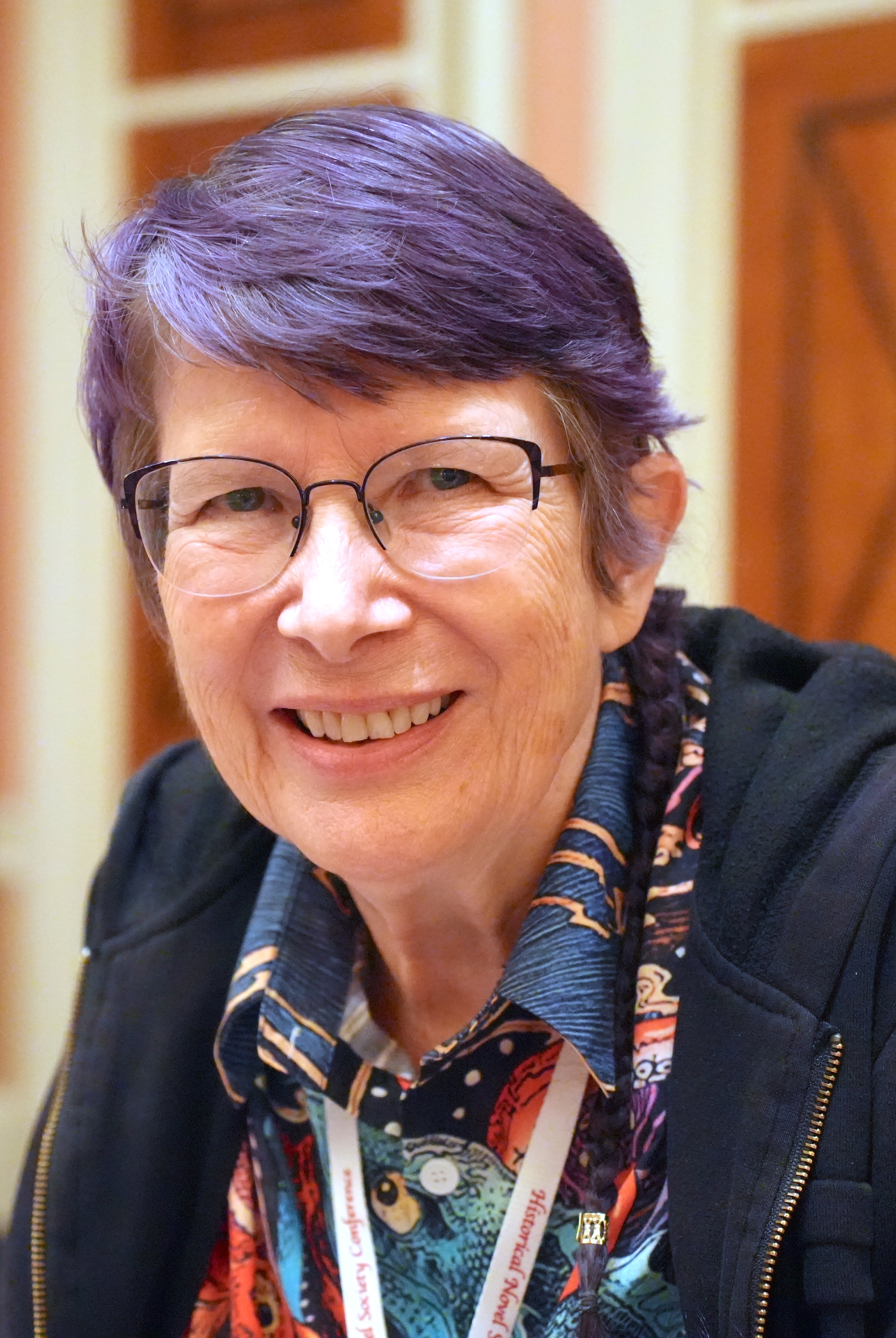
Pat Murphy (2025)

Patrice „Pat“ Murphy (* 1955) ist eine amerikanische Science-Fiction- und Fantasy-Autorin. 

## Leben
1978 war sie Teilnehmerin des renommierten Clarion Workshops für angehende Science-Fiction- und Fantasy-Autoren, bei dem sie in der Folge auch als Dozentin wirkte.
Ihr zweiter Roman, The Falling Woman (1986), gewann den Nebula Award und sie gewann im selben Jahr einen weiteren Nebula- sowie einen Locus Award für ihre Erzählung Rachel in Love. Ihre Kurzgeschichtensammlung Points of Departure (1990) gewann den Philip K. Dick Award und ihre Erzählung „Bones“ aus dem Jahr 1991 gewann den World Fantasy Award.
Sie lebt in San Francisco und arbeitet, wenn sie keine Science-Fiction-Romane schreibt, beim Exploratorium und veröffentlicht Sachbücher als Teil des Museumsinventars.
Zusammen mit Lisa Goldstein und Michaela Roessner bildete sie The Brazen Hussies, um ihre Arbeit zu unterstützen.

## Bibliographie
- 1982 The Shadow Hunter
- 1986 The Falling Woman (deutsch: Die Geisterseherin, Blitz, 2004)
- 1989 The City, Not Long After (deutsch: Die Stadt, nicht lange danach, Bastei-Lübbe, 1991)
- 1996 Nadya: The Wolf Chronicles
- 1999 There and Back Again
- 2001 Wild Angel
- 2001 Adventures in Time and Space with Max Merriwell